# Grupo Antolin
Antolin es una multinacional española que diseña y fabrica componentes y módulos para el interior del automóvil: techos, puertas, iluminación, paneles de instrumentos, y sistemas electrónicos. Es uno de los mayores proveedores de soluciones tecnológicas para el interior del automóvil del mundo. 
Antolin elabora el ciclo completo de los componentes, desde su concepción y diseño, pasando por el desarrollo y validación, hasta llegar a su industrialización y entrega secuenciada.  

## Historia
El origen de Antolin fue un taller mecánico en Burgos, España especializado en reparaciones de vehículos y maquinaria agrícola, regentado por Avelino Antolín López junto a sus hijos Avelino y José. En 1959, los hermanos Antolin crearon la primera fábrica para producir rótulas de dirección y suspensión del automóvil, gracias a una innovación que alargaba la vida del componente.
La segunda generación familiar, ya hacia 1990, emprende la expansión internacional de la compañía. Tras la adquisición de la firma canadiense Magna Interiors, la compañía se ha posicionado como tercer proveedor global del interior del automóvil, con presencia establecida en 25 países a través de sus más de 120 fábricas, donde trabajan más de 22.000 personas.
Al cierre de 2023, Antolin logró en 2023 unos ingresos de 4.617 millones de euros.
El presidente de la compañía es Ernesto Antolin y la vicepresidenta Emma Antolin.
La empresa está volcada en una estrategia para liderar la movilidad desde el interior del vehículo con el desarrollo de nuevas tecnologías para convertir el interior del coche en un espacio más inteligente. Ha lanzado el proyecto GENIUS para desarrollar sistemas basados en inteligencia artificial que reconocen los estados emocionales y cognitivos de los usuarios del vehículo y así mejorar la experiencia a bordo del pasajero y la seguridad. Antolin también trabaja en componentes y sistemas más sostenibles con el objetivo de ayudar a la descarbonización de la industria e impulsar la economía circular. Ha desarrollado tejidos naturales y reciclados usando, por ejemplo, plástico reciclado procedente del mar.

### Magna Interiors

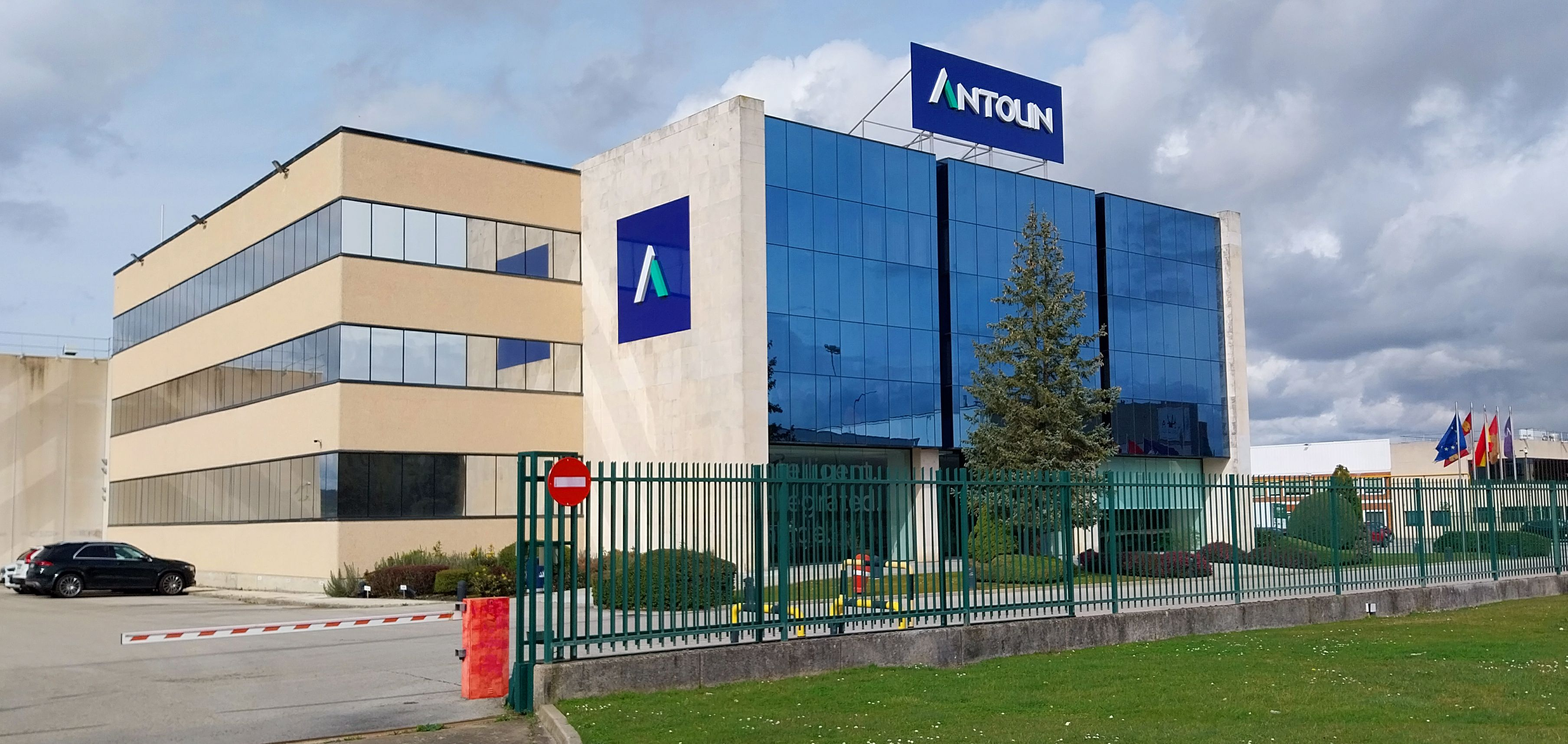
Sede del Grupo Antolín en el Polígono Industrial Este de Burgos

En abril de 2015, la compañía anunció la compra de Magna Interiors por 490 millones de euros, la división de interiores de la canadiense Magna International. La compra se financió con una emisión de bonos de 400 millones de euros más un crédito sindicado de 200 millones.